# Hemelvaartskerk (Vilnius)
De Kerk van de Hemelvaart, ook bekend onder de naam Kerk van de Missionarissen, is de katholieke kerk van het voormalige klooster van de Missionarissen in de Litouwse hoofdstad Vilnius. De kerk werd gebouwd in de periode 1695-1730 en is gelegen in de oude stad.

## Geschiedenis

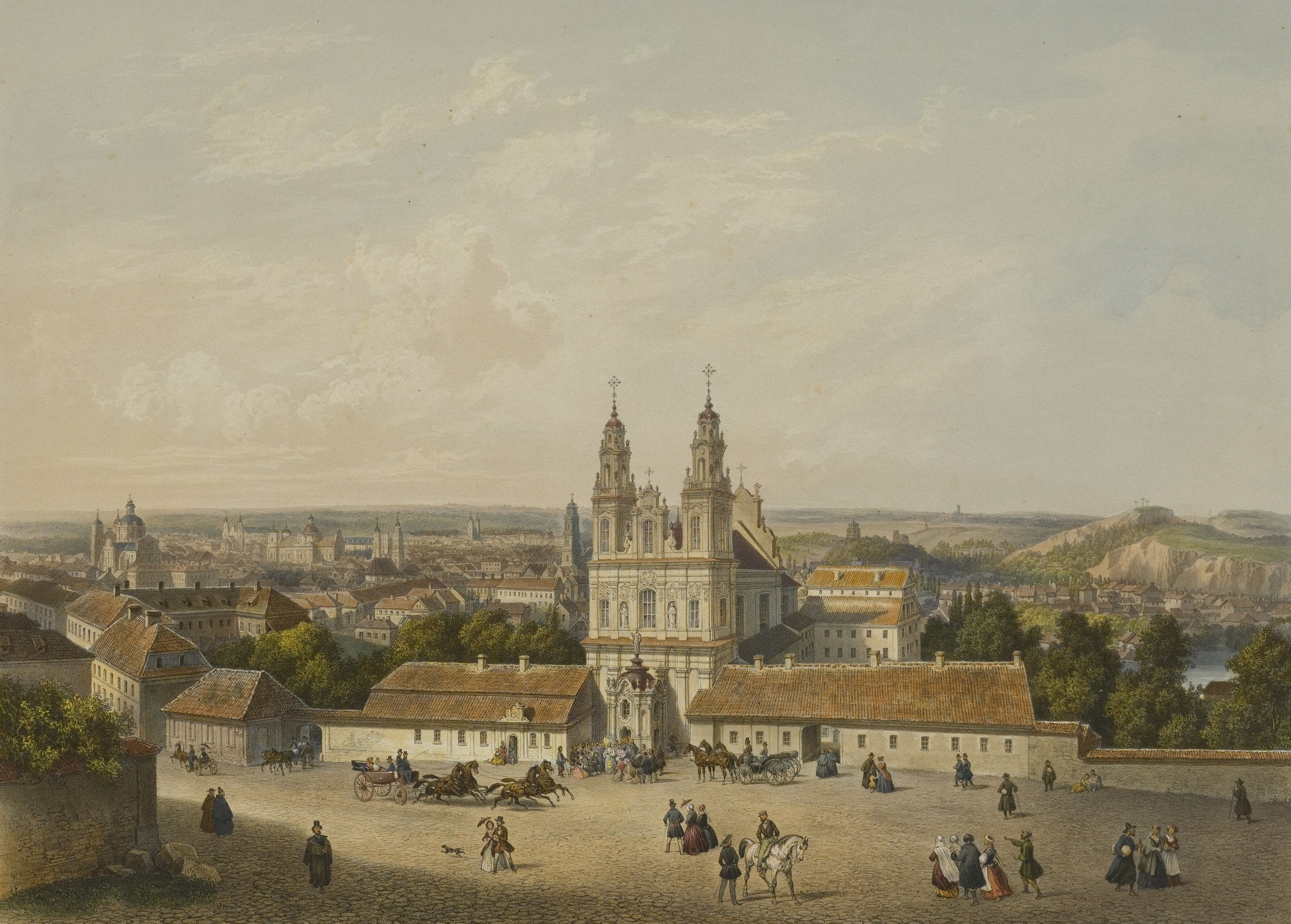
De kerk in het begin van de 19e eeuw volgens Zygmunt Vogel (1764-1826)

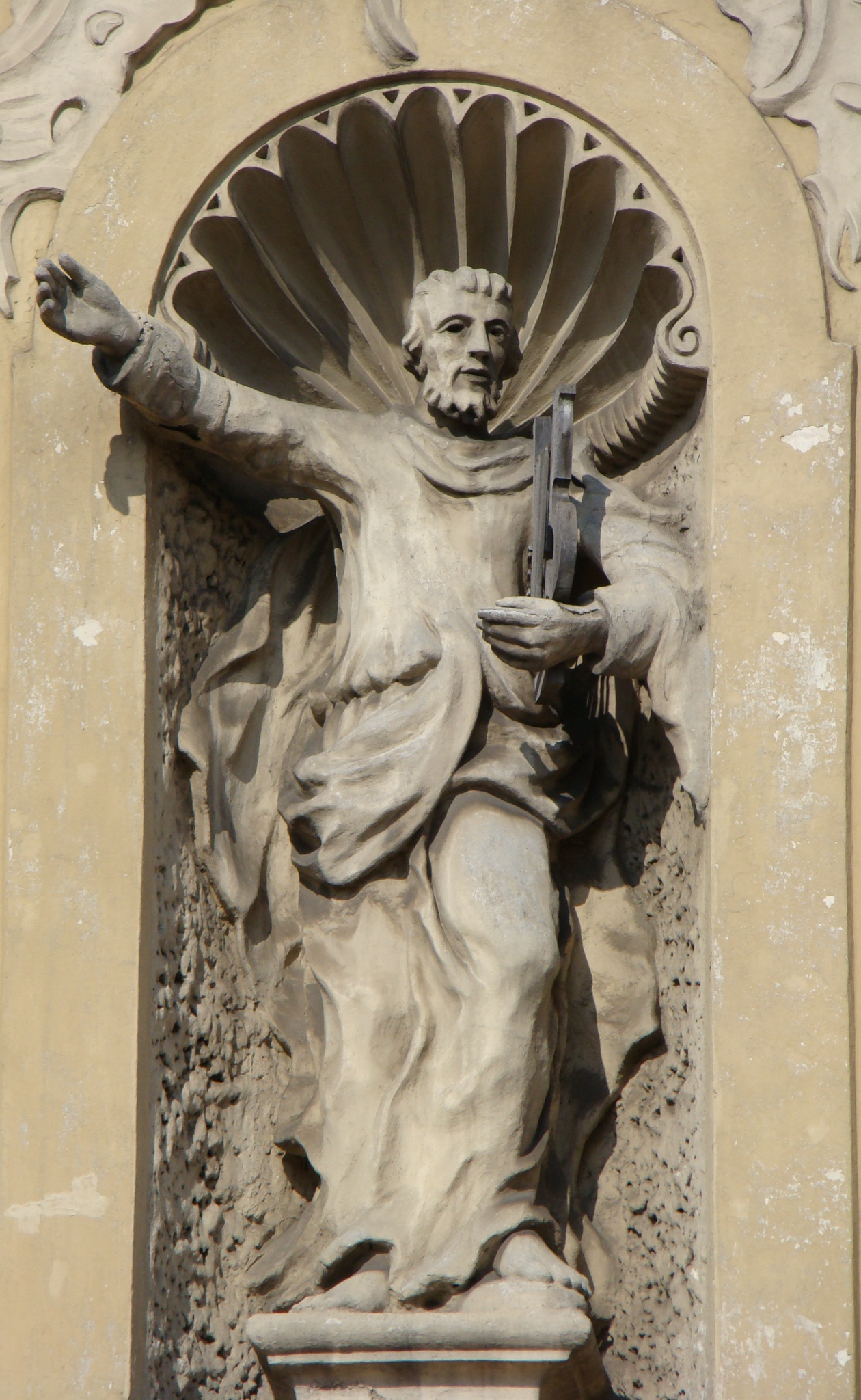
Gevelbeeld van Koning David

De barokke kerk maakt deel uit van een barok gebouwenensemble aan de rand van de stad voor de voormalige stadsmuur en maakte deel uit van het klooster van de Missionarissen, grenzend aan het bisschoppelijk paleis van Mgr. Sanhuszki en omgeven door een groot park. Dit architecturale geheel werd pas voltooid in 1730 en ontworpen door de Silezische architect Johann Christoph Glaubitz, die met name zijn bijdrage leverde aan de twee torens van de gevel.
De missionarissen vestigden zich rond 1685 in de Vilnius. Al snel begonnen de missionarissen met de bouw van de kerk. De bouw van de kerk duurde als gevolg van oorlogen, een stadsbrand, epidemieën en gebrek aan fondsen tientallen jaren en eindigde pas in 1730. In het midden van de 18e eeuw, toen de bouw al voltooid was, bracht de architect enkele wijzigingen aan in het oorspronkelijke plan: de kerktorens werden hoger gebouwd en de gevel onderging wijzigingen door o.a. de aanbouw van een portaal. 
In de kerk werden twaalf grafkelders voor bijzettingen aangelegd. Het kerkgebouw is versierd met tal van barokke beelden en decoraties, alhoewel het interieur vrij bescheiden bleef in vergelijking tot het exterieur van de kerk. In een tijd dat de Sint-Johanneskerk 22 altaren bezat, waren er in de Hemelvaartskerk slechts zeven altaren. De kerk en de kapellen zijn versierd met scènes uit het leven van de heiligen en de portretten van de heiligen die gerelateerd zijn aan de activiteiten van de missionarissen.
De kerk werd in 1844 op last van de tsaristische autoriteiten gesloten en de kloostergebouwen genationaliseerd. De monniken werden verspreid over de andere kloosters.
Na 1860 werd de kerk heropend en gerestaureerd.
In de 20e eeuw werd de kerk in de Sovjet-periode gesloten en in gebruik genomen door het Litouwse Nationaal Museum. In 1993 werd de kerk weer overgedragen aan het aartsbisdom Vilnius.
Het klooster van de missionarissen dat naast de kerk is gelegen werd gebouwd tussen 1739 en 1751. De bestemming van het klooster wijzigde voortdurend. Tegenwoordig worden de gebouwen gebruikt door een ziekenhuis.